# Spirit of Wonder
Spirit of Wonder est un manga steampunk de Kenji Tsuruta adapté en 4 OAVs.